# Tłoczewo
Tłoczewo – wieś w Polsce położona w województwie podlaskim, w powiecie wysokomazowieckim, w gminie Nowe Piekuty.
W latach 1975–1998 miejscowość administracyjnie należała do województwa łomżyńskiego.
Wierni kościoła rzymskokatolickiego należą do parafii św. Kazimierza w Nowych Piekutach.

## Historia wsi
Nazwa wsi pochodzi od przepływającej w pobliżu rzeki Tłoczewki.
W czasie spisu szlachty litewskiej wymienia się Seło Tłucze, w którym mieszkało pięciu rycerzy zobowiązanych do wystawienia na wojnę dwóch konnych.
W I Rzeczypospolitej Tłoczewo należało do ziemi bielskiej.
W 1580 wymienieni właściciele szlacheccy: Kruszewski i Korzeniowski.
W roku 1827 we wsi 19 domów i 119 mieszkańców. Pod koniec wieku XIX wieś drobnoszlachecka nad rzeczką Tłoczewką w powiecie mazowieckim, gmina i parafia Piekuty.
W 1891 roku naliczono 19 gospodarstw, z czego 17 należało do potomków szlacheckich. Średnie gospodarstwo mierzyło 7 ha. Spis powszechny z 1921 informuje o 16 domach i 11 innych budynkach mieszkalnych oraz o 162 mieszkańcach.
Od 1923 roku funkcjonowała jednoklasowa szkoła powszechna licząca wtedy 57 dzieci. Liczba uczniów nie przekroczyła nigdy 59. Jedyną znaną nauczycielką w szkole przedwojennej była Julia Bielecka. W okresie powojennym działała czteroklasowa filia szkoły podstawowej. Istniała do końca sierpnia 1999 roku.
W 1969 roku mieszkańcy Tłoczewa założyli Ochotniczą Straż Pożarną. Obecnie liczy 28 członków, w tym 6 w Młodzieżowej Drużynie Pożarniczej.
W roku 2008 miejscowość liczyła 22 domy oraz 105 mieszkańców.